# متئو (فیلم ۲۰۱۴)
متئو (انگلیسی: Mateo) یک فیلم کلمبیایی محصول سال 2014 است که از سوی کلمبیا نامزد شرکت در بخش اسکار بهترین فیلم غیرانگلیسی زبان شد.